# Tom Springfield
Tom Springfield, född Dionysius Patrick "Dion" O'Brien den 2 juli 1934 i London, död 27 juli 2022 i London,  var en brittisk sångare och låtskrivare. Han var bror till Dusty Springfield och en viktig person under 1960-talet vad gäller folkmusik och pop. 
Tom Springfield var medlem i The Springfields ihop med sin syster och en barndomsvän innan han blev skivproducent och låtskrivare för The Seekers. Han skrev många låtar som blev listettor – "I'll Never Find Another You", "A World Of Our Own", "The Carnival Is Over", "Walk with Me" , och låten "Georgy Girl" med Jim Dale, som blev nominerad som en Oscar för bästa sång 1966. 
Hans komponerade också "Adios Amour (Goodbye My Love)", som spelades in av José Feliciano. 
The Springfields låt, "Island of Dreams", skriven av Tom, har gjorts som cover av Mick Thomas, Johnny Tillotson, Mary Hopkin och The Seekers. 
Han utgav två soloalbum i slutet av 1960, Sun Songs (1968) och Love's Philosophy (1969), som finns återutgivna på CD 2005.